# Malorská doga
Malorská doga, někdy nazývána také mallorský buldok nebo mallorský strážní pes (španělsky Ca de Bou/Perro de Presa Mallorquin) je molossoidní psí plemeno původem ze španělské Malorky. Mezinárodní kynologická federace (FCI) toto plemeno plně uznává a řadí jej do skupiny pinčové, knírači, plemena molossoidní a švýcarští salašničtí psi, do sekce molossoidní plemena a podsekce molossoidní plemena typu mastifa. ČMKU má toto plemeno zapsané pod oficiálním španělským názvem; Perro de Presa Mallorquin. Číslo oficiálního standardu je 249 a zkratka PPM.

## Historie

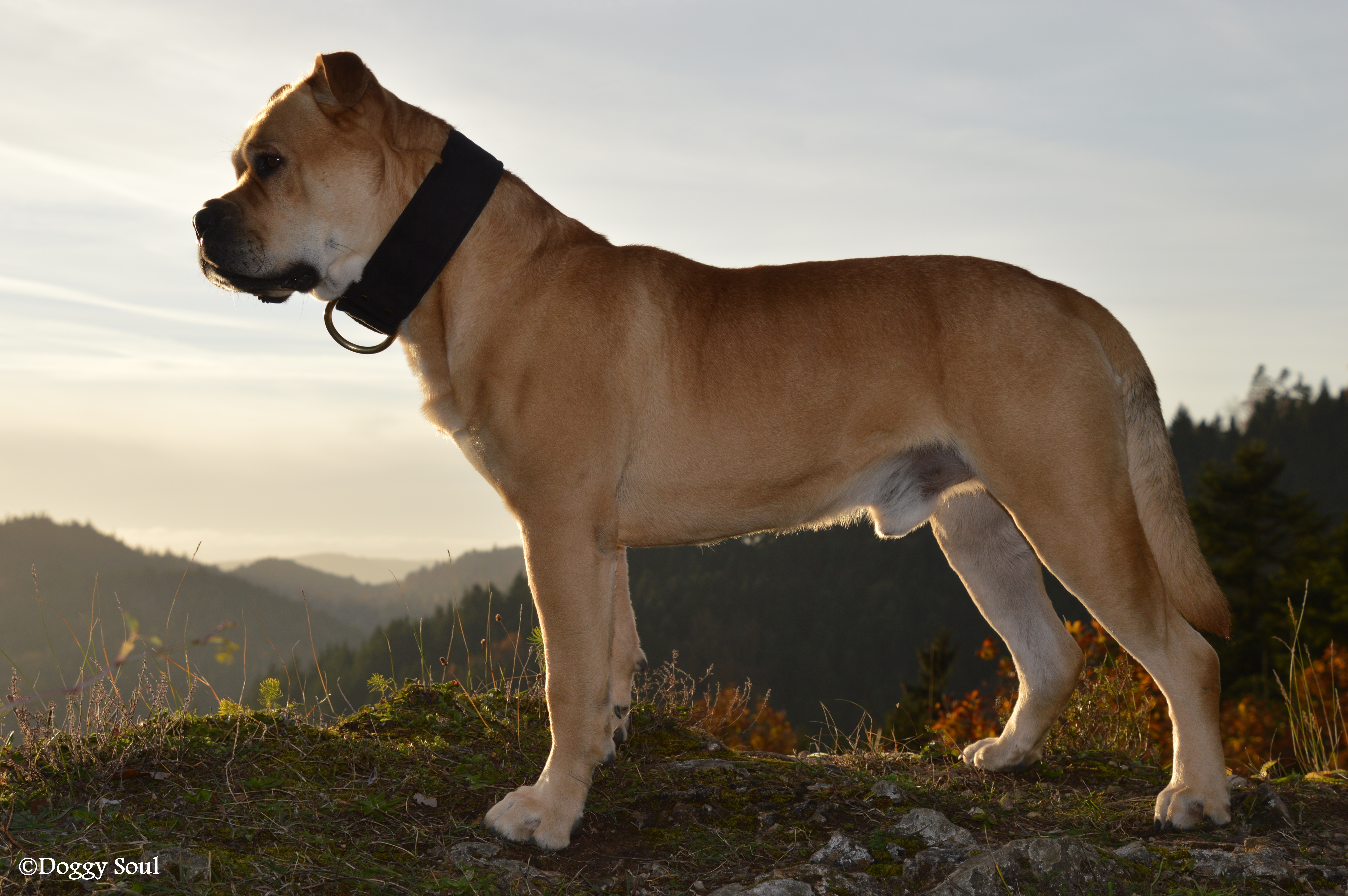
Pes s kupírovanýma ušima

Již podle názvu je patrné, že se jedná o plemeno původem z Malorky, ostrova, který náleží Španělsku. Zde je malorská doga nazývána jako Ca de Bou, tedy býčí pes, nebo Perro de Presa Mallorquin, což doslova znamená mallorský strážní pes. Tito psi vznikli pravděpodobně v 17. století, kdy se Malorka dostala pod nadvládu Britů, kteří si sem přivezli i vlastní psy. Právě tito dovezení psi měli na vývoj malorské dogy velký vliv, byli zde totiž kříženi s místními psy. Krátce po této době se majitelé malorských dog začali dělit na dva tábory; na ty, kteří prosazovali Ca de Bou jako mírumilovné plemeno k hlídání stád a druzí, kteří prosazovali využití plemene jako bojovníka v arénách.

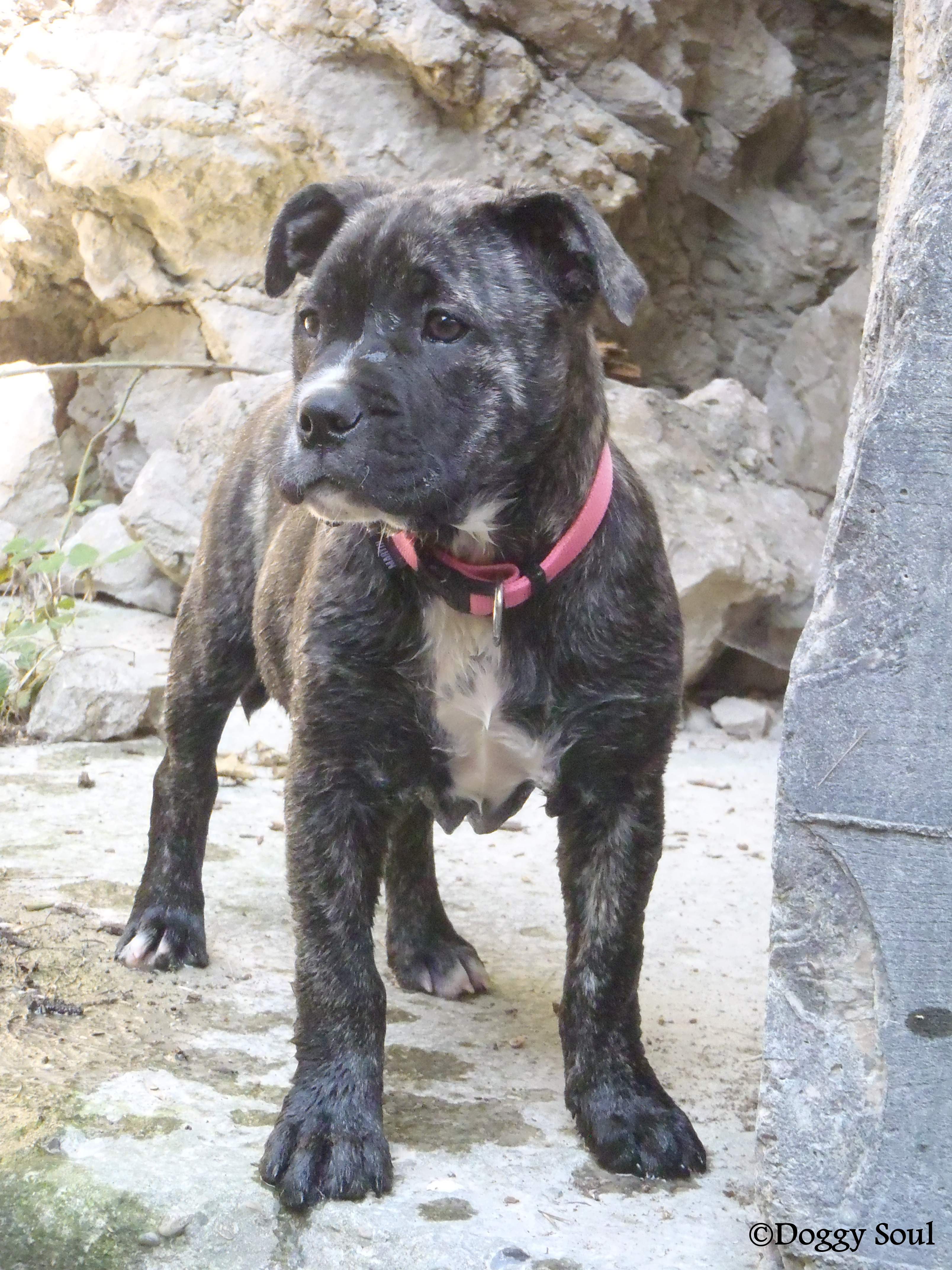
Žíhaný mladý jedinec

Po většinu doby existence malorské dogy vyhrával druhý tábor chovatelů, prosazující Ca de Bou jako bojové plemeno, zlom ale přišel před druhou světovou válkou a v jejím průběhu. Tehdy zájem o zápasy značně poklesl po zákazu vlády soubojů psů s medvědy, přičemž se chovatelé museli omezit pouze na boje psa proti psu, a tím se snížila i jejich populace, na druhou stranu byli udržováni pouze jedinci s přátelskou povahou. Populace nakonec klesla tak, že plemeno oficiálně vymřelo. Po skončení války nezbývalo více než deset jedinců s prokazatelným původem a tak musela být malorská doga křížena s jinými plemeny, přičemž jako možná volba se nabízela plemena Ca de Bestiar nebo španělský alano. Plemeno se podařilo zachránit a v současné době se chová i v Česku, kde je možné najít několik chovatelských stanic. Rozdíly mezi dnešní a původní malorskou dogou jsou poměrně výrazné; původní typ byl vyšší, těžší, měl i méně vrásčitou tvář. Povaha se ale zachovala.

## Vzhled
Jedná se o typické molossoidní plemeno s poněkud delší stavbou těla. Jinak jsou tito středně velcí psi silní a mohutní. Rozdíly mezi pohlavími jsou výrazné především na hlavě, která je u psů (samců) výrazně těžší a mohutnější než u fen. Srst, která pokrývá celé tělo, je krátká, na dotek hrubá a s podsadou. Povolená zbarvení jsou černá, žíhaná a plavá, přičemž právě plavá je nejpočetnější a nejoblíbenější. Povolena je i černá maska na obličeji. Výška se pohybuje od 52 do 58 cm, hmotnost mezi 30 a 38kg.
Hlava je silná a masivní, lebka velká a široká, téměř čtvercová. Její obvod je zvláště u psů-samců větší než velikost hrudníku měřená v kohoutku. Čelo široké a ploché. Stop je mírně vyznačený. Obličej je mírně vrásčitý. Uši jsou nasazené vysoko a daleko od sebe. Tvarově jsou malé a polovztyčené. Oči velké, oválné, s široce otevřenými víčky. Barva duhovek je tmavě hnědá, spojnice nesmí být viditelná, stejně jako by nemělo být z pohledu zepředu i bělmo. Nosní houba je černá, s široce otevřenými nosními otvory. Zuby mají mírný předkus. Krk silný a mohutný, v harmonii nasazený na nepřiměřeně dlouhý hřbet. Kůže může být mírně volná, povolený je i lalok. Ocas nízko nasazený, od kořene ke špičce se zužuje. Pokud je pes v klidu, je svěšený. Nohy jsou krátké, dobře osvalené a zakončené kulatými a poměrně malými tlapkami.

## Povaha

Hlava psa

Povahově je malorská doga klidná, přátelská a milá, avšak vyžaduje kontakt s majitelem, který musí mít již se psy podobného typu zkušenosti. Nejedná se o příliš hravé plemeno, avšak v pohybu se přizpůsobí majiteli, jak sportovci, tak tomu, kdo radši zůstává doma. Má vysoce vyvinuté ochranářské pudy a v případě že je majitel a jeho rodina, na kterou je silně fixován, v ohrožení, dokáže zaútočit, a to až smrtelně. Tento pes je velice odvážný a nevyhýbá se ani dobrodružství. Dokáže rozpoznat známého člověka od nezvaných návštěvníků. Nelze opomenout, že se jedná o původně bojového psa, který, pokud je správně vychován, ale umí být i dobrým společníkem pro děti. Obecně s dětmi vychází dobře a nechává si líbit leckteré jejich hry, avšak příliš rychlým pohybem jim může omylem ublížit. Jiné psy ignoruje, avšak nenechá si líbit dominantní a povyšující se jedince, ty dokáže rázně usadit.